# 黑刺蕊草
黑刺蕊草（学名：Pogostemon nigrescens）为唇形科刺蕊草属下的一个种。

## 扩展阅读
- 維基物種上的相關：黑刺蕊草